# Kearby with Netherby
Kearby with Netherby est une paroisse civile du Yorkshire du Nord, en Angleterre. La paroisse comprend les hameaux de Barrowby, Netherby et Kearby Town End. La paroisse comptait 204 habitants lors du recensement de 2011.
Kearby with Netherby était historiquement une commune de la paroisse de Kirkby Overblow dans le West Riding of Yorkshire. Elle est devenue une paroisse civile distincte en 1866. Elle a été transférée dans le nouveau comté du North Yorkshire en 1974. De 1974 à 2023, elle a fait partie du district de Harrogate.
Kearby est mentionné dans le Domesday Book en 1086, sous le nom de Cherebi. Le nom dérive probablement de Kærer, un nom de personne vieux danois.